# Gouwkerk Sint-Ulrich
De Gouwkerk (Duits: Gaukirche, ook: Gokirche, Gokerken of ecclesia ruren) is een aan de heilige Ulrich gewijd kerkgebouw in de Westfaalse stad Paderborn. De kerk bevindt zich aan de Markt resp. het Domplein tegenover de dom van Paderborn.

## Geschiedenis
De oorsprong van de kerk is onduidelijk. De Gouwkerk lag ten zuiden van de immuniteit van de dom (een gebied waar niet het wereldlijke maar het geestelijke gezag gold) en de voorgangerkerk diende al sinds de 10e eeuw als kerk voor het volk in het Padergouw. Op basis van de bouwstijl dateert men de bouw van de huidige kerk op het einde van de 12e eeuw.
In 1229 stichtte Hermann von Waldeck op het gebied naast de Gouwkerk een cisterciënzer klooster, dat werd bevolkt met nonnen uit Münster. Vanaf 1231 werd de Gouwkerk een kloosterkerk. Aan de kerk veranderde er niet veel, al werden er in de 14e eeuw twee kapellen toegevoegd: de Ursulakapel in het noorden en de Kruiskapel in het zuiden. Omstreeks 1500-1515 namen Benedictijnen intrek in het klooster.
Onder leiding van de architect Franz Christoph Nagel (1699–1764) werd de kerk in opdracht van vorstbisschop Clemens August van een barokke inrichting voorzien. Uit deze periode stamt ook de barokke gevel aan de Markt. De ranke spits werd in 1787 vervangen door een helmdak.
Met de annexatie van het Prinsbisdom Paderborn door Pruisen in 1802-1803 waren de dagen van het klooster geteld. De secularisatie van het klooster vond echter pas in 1810 plaats, toen Paderborn deel uitmaakte van een Franse vazalstaat. Tussen 1883 en 1887 onderging de kerk een omvangrijke, maar niet zo geslaagde restauratie. De barokke inrichting werd nu verwijderd en neogotische en historische stijlelementen werden toegevoegd. In het noordelijke zijschip werd een galerij gebouwd voor het orgel. Eveneens werd een nieuwe torenspits geplaatst, zij het korter dan de spits van voor 1787. Het barokke altaar werd in 1903 aan de stad Münster verkocht en staat daar nog altijd in de Dominicanenkerk. Er zijn later pogingen gedaan om het altaar terug te krijgen, maar het aartsbisdom heeft deze pogingen opgegeven.
In 1938 werden de meeste neogotische toevoegingen weer verwijderd, waarbij men onder de kalklagen overblijfselen van de 13e-eeuwse beschildering ontdekte. Het kerkgebouw werd in 1945 door bommen zwaar beschadigd, maar vanaf 1947 herbouwd. De reconstructie van de kerk nam een langere periode in beslag. Opvallende verandering bij de herbouw is de lagere spits van de kerktoren.

## Inrichting

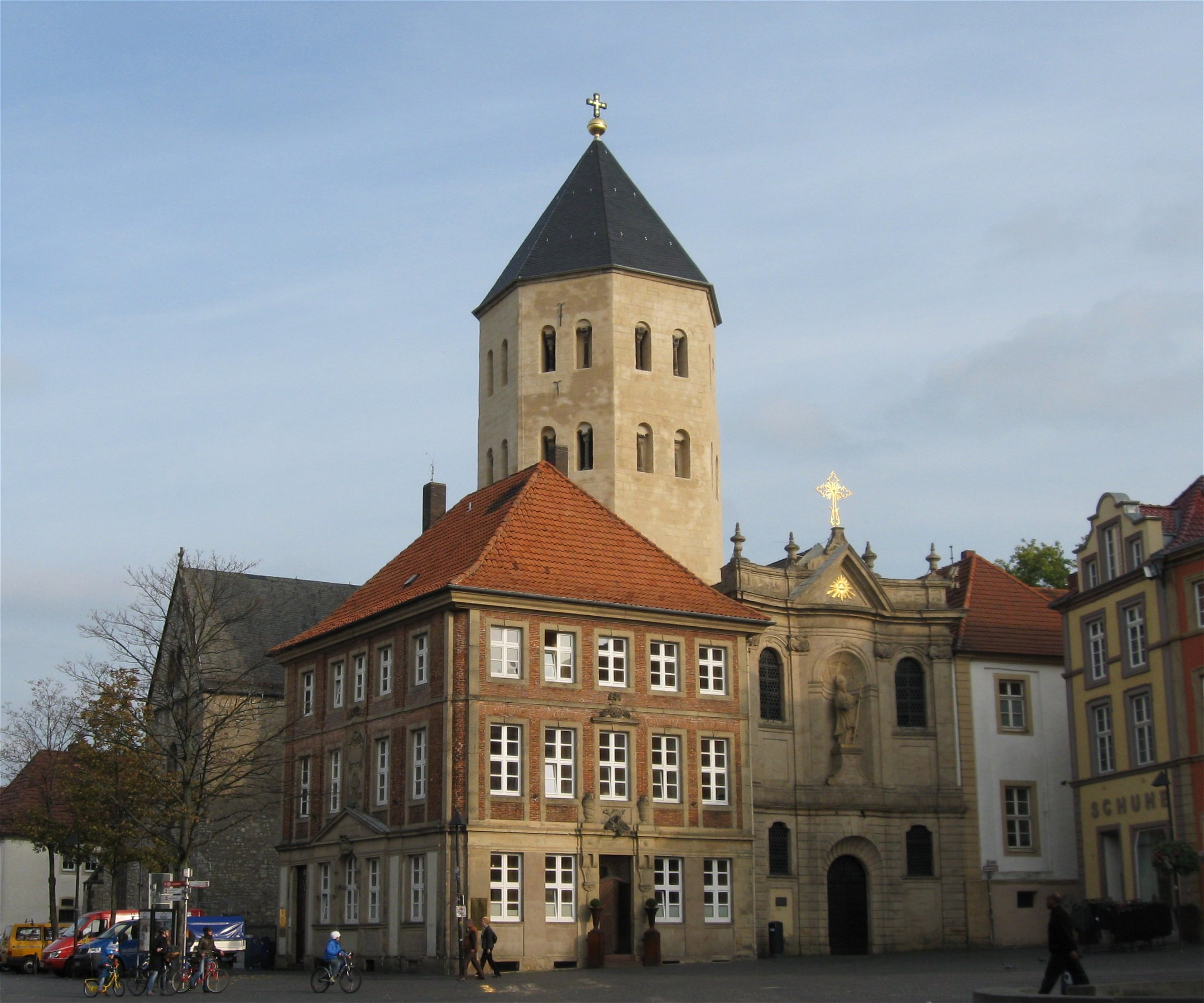
Gouwkerk vanaf de Marktzijde

- De communiebanken werden in de 18e eeuw gemaakt.
- In de Ursulakapel staat een altaaropstand uit 1675; het barokke schilderij toont de geseling van Christus.
- Het vleugelretabel met scènes van Maria werd in 1894 door Anton Hellwig vervaardigd.
- De sacramentsnis uit de tweede helft van de 15e eeuw werd van zandsteen gemaakt. De beelden zijn neogotisch, de emaille deuren zijn van 1938.
- Het 18e-eeuwse doopvont is een werk van de hofbeeldhouwer Johann Jakob Pütt.
- Het pestkruis van notenhout werd in het eerste kwart van de 14e eeuw gemaakt. De kleurstelling is neogotisch.
- De staande Moeder Gods van zandsteen dateert uit circa 1420.
- Een staande Moeder Gods uit 1700 wordt toegeschreven aan Gertrud Gröninger.
- De kruisigingsgroep van 1903 werd door Anton Momann gemaakt.

## Architectuur
In de kern is de Gouwkerk een romaans kerkgebouw, met enkele belangrijke barokke elementen. Vanaf de Markt betreedt men de kerk door een barok poortgebouw van de bouwmeester Franz Christoph Nagel. De kerk zelf is een drieschepige gewelfde pijlerbasiliek. De toren heeft een achthoekige vorm en verheft zich boven het westelijke travee van het middenschip. Zowel aan de oostelijke zuidzijde en de oostzijde als aan de westelijke en noordelijke ingang staat de kerk vrij, voor de rest grenzen er gebouwen aan de kerk. Op de zuidelijke zijde bevindt zich nog een deel van het klooster, dat echter door Nagel verbouwd werd.

## Klokken
De vier klokken zijn op de dom afgestemd en hebben de tonaliteit van een Salvi Regina-motief.
| Nr. | Gietjaar | Gieter, Gietplaats               | Doorsnee (mm) | Gewicht (kg) | Nominaal (HT-1/16) |
| 1   | 1972     | Petit & Gebr. Edelbrock, Gescher | 1362          | 1550         | d1 +3              |
| 2   | 1949     | Petit & Gebr. Edelbrock, Gescher | 1090          | 800          | fis1 +1            |
| 3   | 1949     | Petit & Gebr. Edelbrock, Gescher | 907           | 430          | a1 +3              |
| 4   | 1949     | Petit & Gebr. Edelbrock, Gescher | 791           | 290          | h1 +2              |